# La Cantina (Sant Sadurní d'Osormort)
La Cantina és una obra de Sant Sadurní d'Osormort (Osona) inclosa a l'Inventari del Patrimoni Arquitectònic de Catalunya.

## Descripció
Hostal d'estructura complexa, amb el cos principal de forma rectangular, cobert a dues vessants amb el carener paral·lel a la façana situada a migdia. Consta de planta baixa i primer pis. A la façana principal s'hi adossa una galeria a la planta, al primer pis s'hi obren cinc balcons emmarcats en pedra i barana arran de paret. A la façana est s'hi entreveuen diferents nivells de construcció i diverses obertures, mentre que la part nord s'hi adossen dos cossos rectangulars paral·lels al principal i amb un corredor al mig; les obertures no guarden cap simetria. A l'oest s'annexiona un cos al central i per la part de la façana principal manté la mateixa estructura i s'hi obren dos balcons més al primer, però sense emmarcar en pedra. La casa està arrebossada i pintada i la majoria dels ràfecs tenen colls de biga de fusta.

## Història
Hostal de peu de la carretera de Vic a Sant Hilari, prop del pont que travessa la riera Major, bastida el talús del marge dret de la mateixa riera. No tenim cap dada constructiva ni bibliogràfica que ens permeti datar-la.